# Draskovits János (bán)

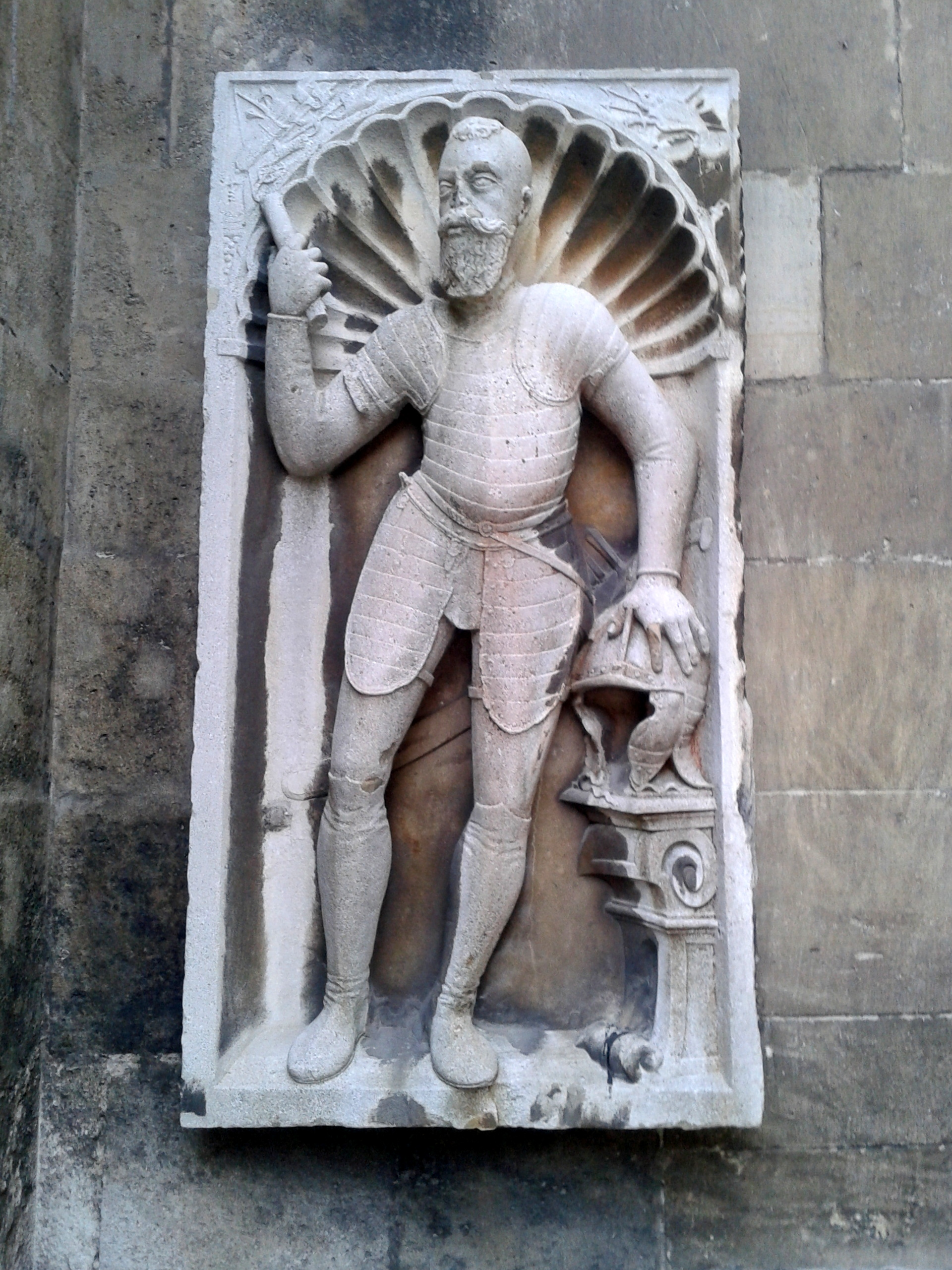
Síremléke a pozsonyi Szent Márton-dóm falában

Trakostyáni báró Draskovits János (?, 1550. – Pozsony, 1613. március 11.) horvát bán, tárnokmester, a lovasság vezére.

## Élete
Draskovits Gáspár fia volt. Hadi pályáját Erdődy Tamás horvát bán alatt kezdette a törökök ellen viselt háborúkban. 1570-ben megvédte Túrmezőt, majd 1591-ben Hassan pasa ellen Kaproncát. Eszéket az ostrom alól 1592-ben fölmentette; ez évben bárói rangot nyert, 1596-ban pedig tárnokmester lett. 1597-ben Petrinát mentette föl a török ostrom alól és több csatában győzedelmeskedett. Az 1606. béke után lemondott báni hivataláról és nyugalomba vonult; azután többnyire Bécsben és Pozsonyban élt. Mint udvari tanácsos és a dunántúli hadsereg parancsnoka részt vett a haditanácsban. Timon és Baksay szerint 1613. május 11. halt meg.

## Munkái
- Horologii Principum, Az az, Az Feiedelmek Orainak, Masodik Koenyve… Grecz, 1610 (Guevara Antal spanyol munkájának fordítása, melyet nejének Istvánfi Évának ajánlott Komáromban. Prágai András szerencsi prédikátor az I. és III. könyvet is lefordította s mind a hármat kiadta Bártfán, 1628-ban.)
- Horologii principum, azaz Az fejedelmek órájának második könyve. Graz, 1610; ford. Draskovich János, tan. Komlovszki Tibor, fakszimile szöveggond. Kőszeghy Péter; hasonmás kiad.; Akadémiai, Bp., 1990 (Bibliotheca Hungarica antiqua)
- Horologii principum, azaz Az fejedelmek órájának második könyve. Graz, 1610; ford. Draskovich János, tan. Komlovszki Tibor; Pátria Ny., Bp., 1995